# Jael Ferreira
Jael Ferreira (sinh ngày 30 tháng 10 năm 1988) là một cầu thủ bóng đá người Brasil.

## Sự nghiệp câu lạc bộ
Jael Ferreira đã từng chơi cho FC Tokyo.